# Gülschanat Schanatbek

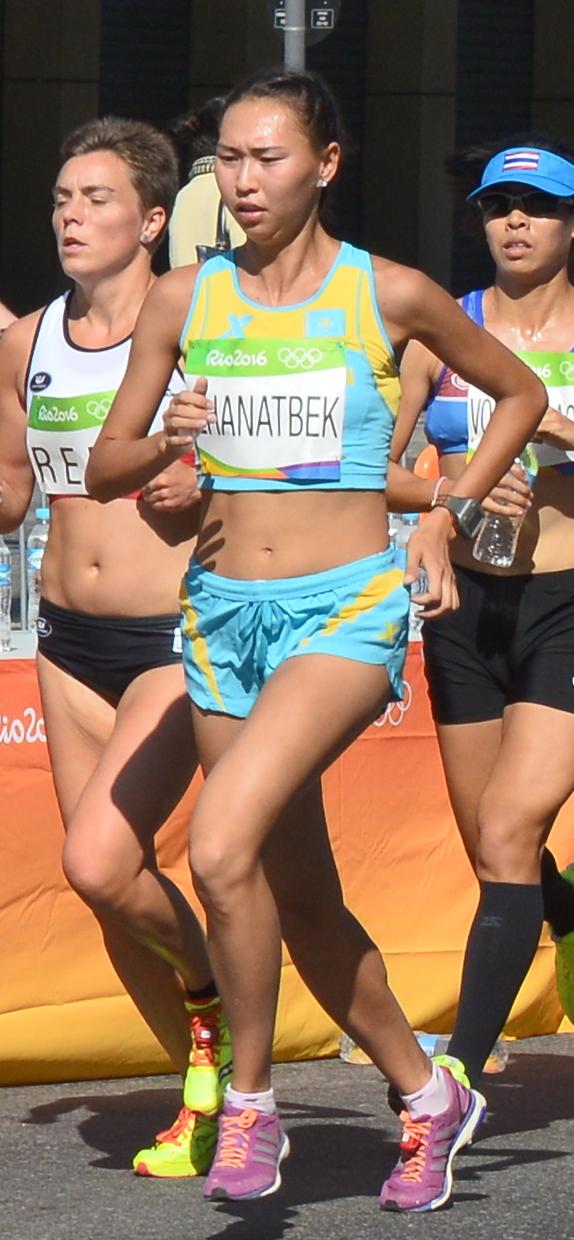
Gülschanat Schanatbek 2016 bei den Olympischen Spielen in Rio

Gülschanat Jerschanqysy Schanatbek (kasachisch Гүлжанат Ержанқызы Жанатбек, russisch Гульжанат Ержановна Жанатбек Gulschanat Jerschanowna Schanatbek, engl. Transkription Gulzhanat Zhanatbek; * 30. November 1991) ist eine kasachische Marathonläuferin.
2014 gewann sie den Almaty-Marathon und wurde Elfte bei den Asienspielen in Incheon.
2015 wurde sie Zwölfte beim Hong Kong Marathon mit ihrer persönlichen Bestzeit von 2:38:36 h, verteidigte ihren Titel in Almaty und kam bei den Leichtathletik-Weltmeisterschaften in Peking auf den 40. Platz.